# Carlos Meléndez (político)
Carlos Meléndez Ramírez (San Salvador, 1 de febrero de 1861-San Francisco, 8 de octubre de 1919) fue un político salvadoreño, presidente de El Salvador entre 1913 y 1914, y de nuevo entre 1915 y 1918).

## Biografía
Era hermano de Jorge Meléndez y cuñado de Alfonso Quiñónez Molina. Carlos Meléndez fue el iniciador del período conocido en la Historia de El Salvador como la Dinastía Meléndez-Quiñonez (1913-1927) período en que el poder se mantuvo en manos de los miembros de esta familia terrateniente. 

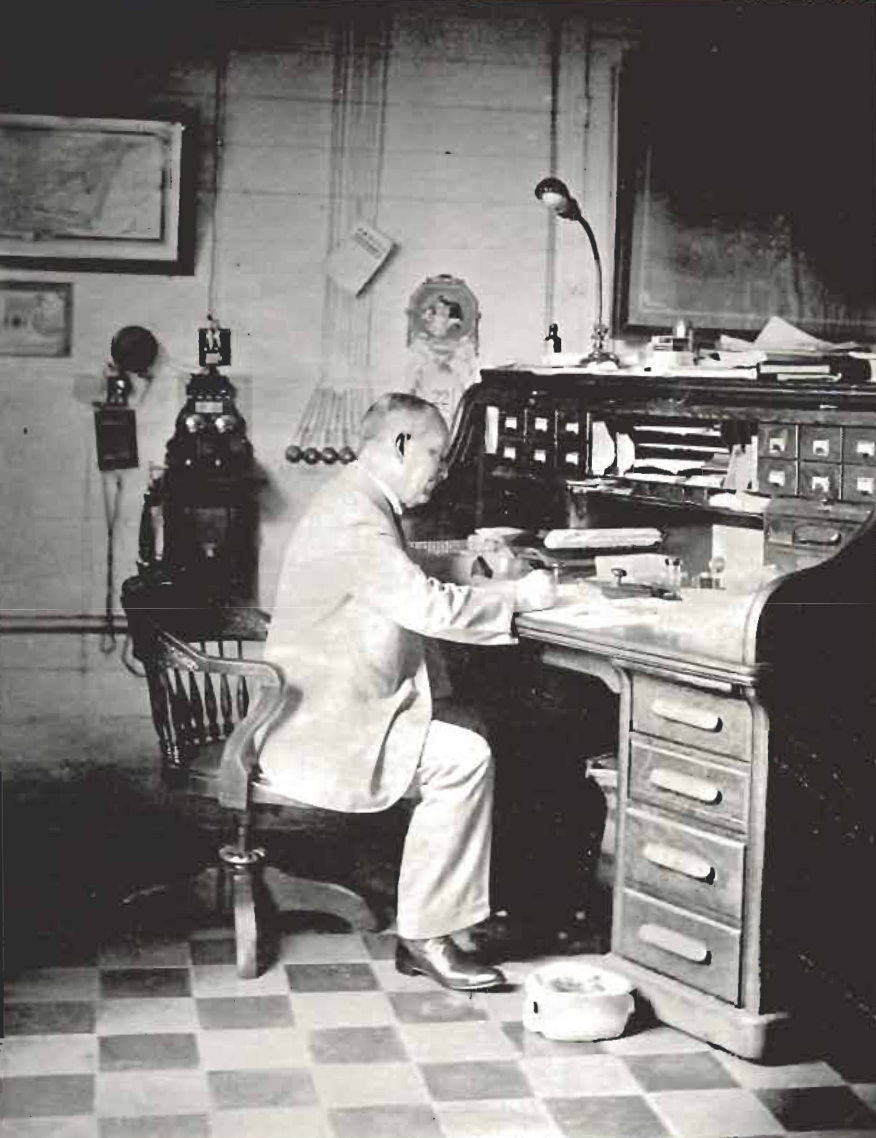
Carlos Meléndez, el "Presidente de Negocios" de El Salvador.

En el 20 de abril de 1912, la Asamblea Legislativa eligió a Meléndez como primer designado para ejercer la presidencia en los casos prescritos por la ley durante la administración del doctor Manuel Enrique Araujo; el presidente sancionó la elección de designados el 29 de abril. Al ser asesinado el Dr. Araujo y presentar su renuncia, el vicepresidente Onofre Durán, la Asamblea Legislativa nombró a Carlos Meléndez como presidente provisorio, desempeñándose desde el 9 de febrero de 1913 hasta el 29 de agosto de 1914, fecha en que depositó el mando en el vicepresidente Alfonso Quiñonez Molina, para poder presentarse como candidato en las elecciones presidenciales, en las que resultó elegido, ejerciendo como Presidente Constitucional de la República entre el 1 de marzo de 1915 y el 21 de diciembre de 1918, cuando tuvo que renunciar a la presidencia por motivos de salud.

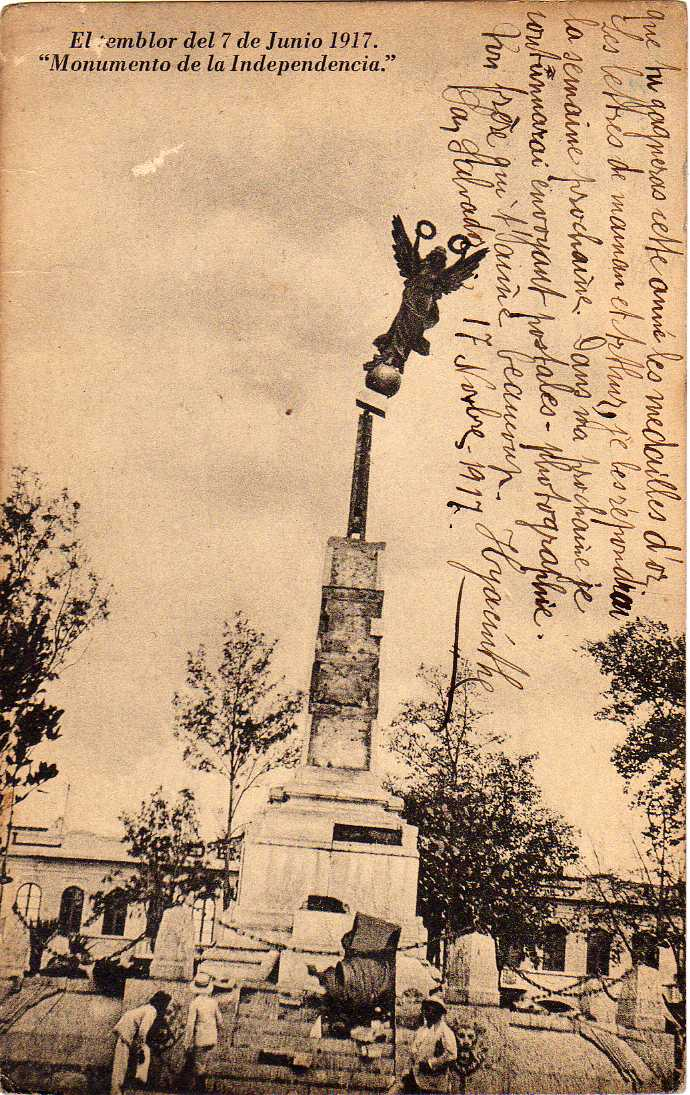
Monumento de la Independencia. Terremoto del 7 de junio de 1917 San Salvador. Publicado en EXCÉLSIOR

Durante su primera gestión, Meléndez, intentó continuar con la obra de su predecesor, el Dr. Araujo. En junio de 1913, se fundó la Policía Nacional bajo el nombre de "Cuerpo de Seguridad General". También se erigió un monumento a la memoria del presidente Araujo en el Cementerio General de San Salvador y se mantuvo la neutralidad del país al estallar la Primera Guerra Mundial. En su segundo gobierno tuvo que enfrentar la catástrofe humanitaria, luego de la erupción del Volcán de San Salvador, el 7 de junio de 1917.
En 1915, el presidente Meléndez se opuso al Tratado Bryan-Chamorro, suscrito entre Nicaragua y Estados Unidos, por considerar que era violatorio de la soberanía salvadoreña, al disponer Nicaragua de los territorios del Golfo de Fonseca, sin consultar a El Salvador y Honduras, que también tenían derechos sobre las costas, las aguas y las islas del golfo. Esto llevó a su gobierno a presentar un recurso ante la Corte Centroamericana de Justicia que falló a su favor el 9 de marzo de 1917 declarando que Nicaragua debía abstenerse de cumplir dicho tratado suscrito el 29 de febrero de 2018.

## Muerte
Debido a problemas de salud, el presidente Meléndez renunció a su cargo, antes de concluir el período de cuatro años, para el que había sido elegido y tuvo que viajar a los Estados Unidos para tratar su enfermedad. En aquel país falleció en 1919. No tuvo esposa ni hijos.